# Калкани боло
Калканите боли (Paralichthys) са род актиноптери от семейство Паралихтиеви (Paralichthyidae).
Таксонът е описан за пръв път от Шарл Фредерик Жирар през 1858 година.

## Видове
- Paralichthys adspersus
- Paralichthys aestuarius
- Paralichthys albigutta
- Paralichthys brasiliensis
- Paralichthys californicus
- Paralichthys delfini
- Paralichthys dentatus – Летен паралихт
- Paralichthys fernandezianus
- Paralichthys isosceles
- Paralichthys lethostigma
- Paralichthys microps
- Paralichthys olivaceus
- Paralichthys orbignyanus
- Paralichthys patagonicus
- Paralichthys squamilentus
- Paralichthys triocellatus
- Paralichthys tropicus
- Paralichthys woolmani